# فاسيليس كونستانتينيو
فاسيليس كونستانتينيو (باليونانية: Βασίλης Κωνσταντίνου)‏ (من مواليد 1947) لاعب كرة قدم يوناني سابق.
لعب مع منتخب اليونان لكرة القدم.

## روابط خارجية
- فاسيليس كونستانتينيو على موقع الاتحاد الدولي (مؤرشف)  (الإنجليزية)
- فاسيليس كونستانتينيو على موقع قاعدة بيانات كرة القدم.إي يو (الإنجليزية)
- فاسيليس كونستانتينيو على موقع ناشيونال فوتبول تيمز (الإنجليزية)
- فاسيليس كونستانتينيو على موقع عالم كرة القدم.نت (الإنجليزية)
- فاسيليس كونستانتينيو على موقع اتحاد ألعاب الكومنولث (مؤرشف) (الإنجليزية)